# 帕魯羅區

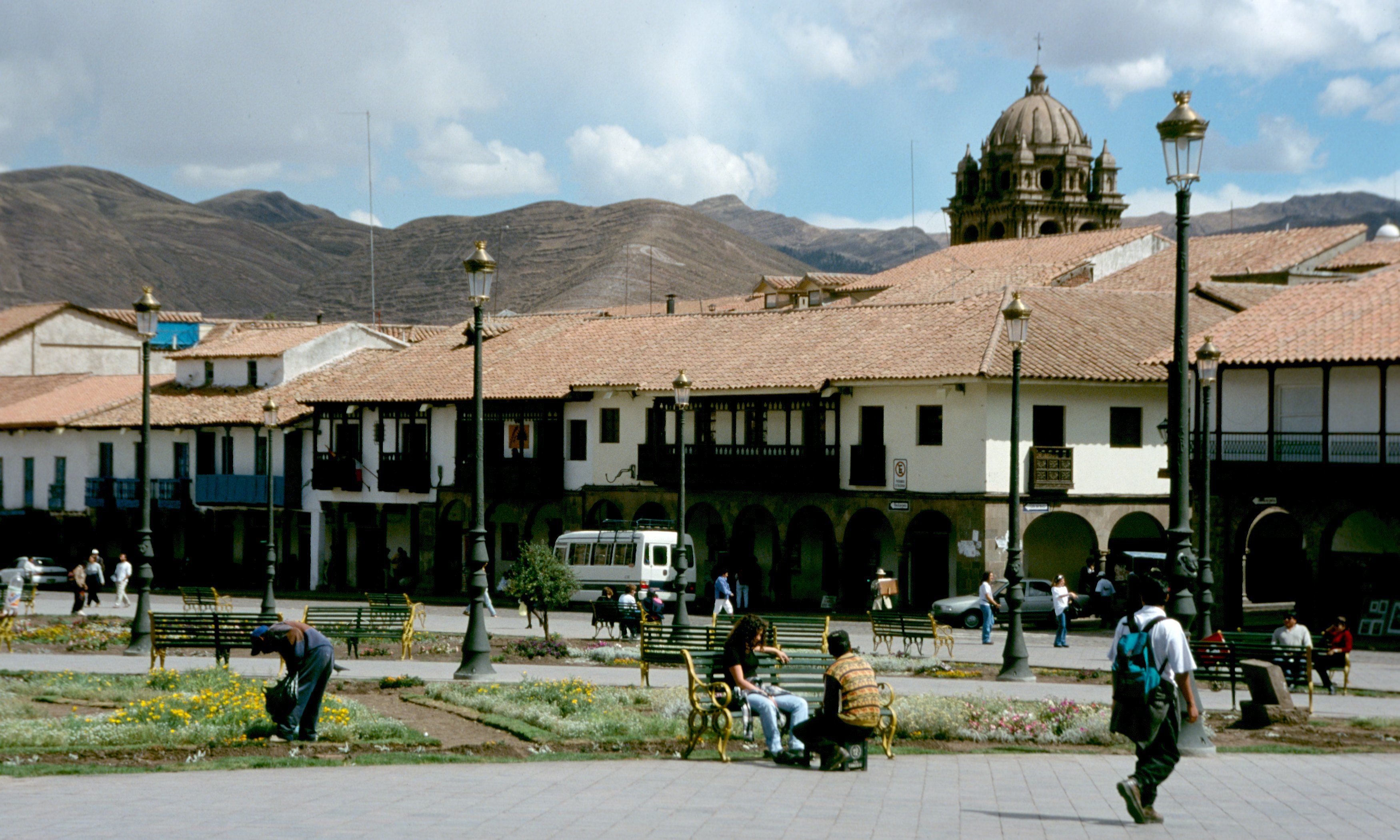

帕魯羅區（西班牙語：Distrito de Paruro），是秘魯的一個區，位於該國南部庫斯科大區的帕魯羅省，始建於1825年6月21日，面積153.42平方公里，海拔高度3,051米，2005年人口3,554，人口密度每平方公里23人。